# Gnophos cymbalariata
Gnophos cymbalariata är en fjärilsart som beskrevs av Pierre Millière 1867. Gnophos cymbalariata ingår i släktet Gnophos och familjen mätare. Inga underarter finns listade i Catalogue of Life.